# Alberto Pérez Ruiz

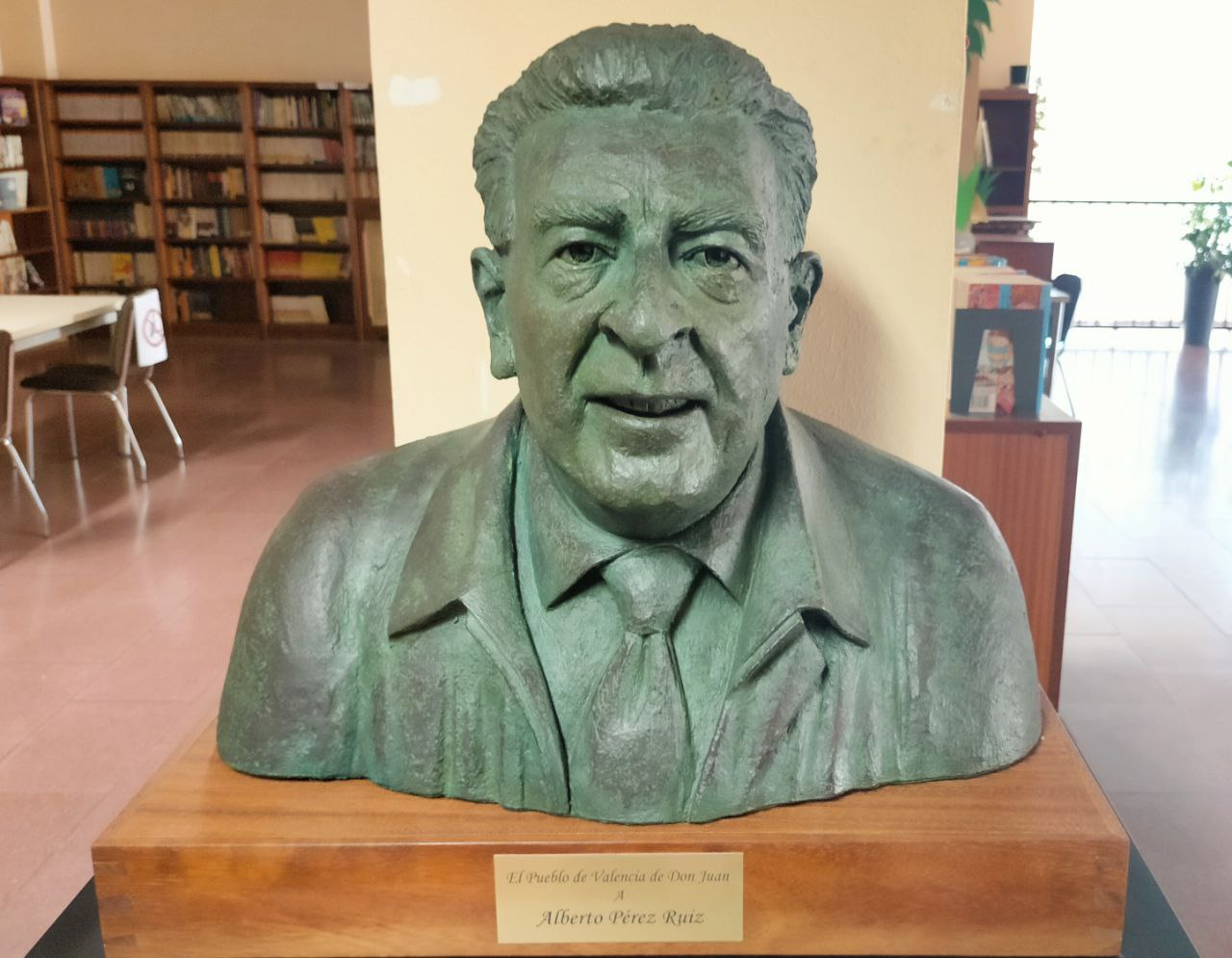
Busto de Alberto Pérez Ruiz (1935-2014) en la Biblioteca Municipal de Valencia de Don Juan, sita en la Casa de la Cultura que se construyó siendo alcalde de la localidad. Escultura de
Charo Acera.

Alberto Pérez Ruiz (Logroño, 1935 - León, 2014) fue un sacerdote (luego secularizado), profesor y político español.

## Vida
Estudió en el Colegio de Maristas San José de Logroño, su ciudad natal. En 1953 ingresó en el Seminario de Logroño, donde estudió latín y filosofía. En 1957 ingresó en la Universidad Gregoriana de Roma para acabar sus estudios de Teología, incorporándose como coadjutor, y luego párroco en la localidad de Aldeanueva de Ebro (La Rioja).
En 1968 colgó los hábitos para ingresar en la Universidad Complutense de Madrid, licenciándose en Ciencias Exactas (Matemáticas). A partir de 1973 ejerció de maestro en la provincia de León, primero en Santa María del Páramo y luego en Valencia de Don Juan, en cuyo instituto adquirió la Cátedra de Matemáticas en 1977.

## Carrera política
En las elecciones municipales de España de 1979, 1983, 1987 y 1991 fue elegido alcalde de Valencia de Don Juan por el Partido Socialista Obrero Español. Tras la renuncia al cargo de Manuel Cabezas Esteban, el 22 de febrero de 1984, fue nombrado presidente de la Diputación provincial de León, cargo que ostentó hasta 1991. En las elecciones municipales de España de 1995 y 1999 fue elegido concejal del Ayuntamiento de Valencia de Don Juan tras el triunfo del Partido Popular en dicha localidad.
| Predecesor: José María Alonso Alcón  | Alcalde de Valencia de Don Juan 1979-1984                | Sucesor: Indalecio Pérez González |
| Predecesor: Manuel Cabezas Esteban   | Presidente de la Diputación Provincial de León 1984-1991 | Sucesor: Agustín Turiel Sandín    |
| Predecesor: Indalecio Pérez González | Alcalde de Valencia de Don Juan 1991-1995                | Sucesor: Juan Martínez Majo       |